# Decano di Windsor

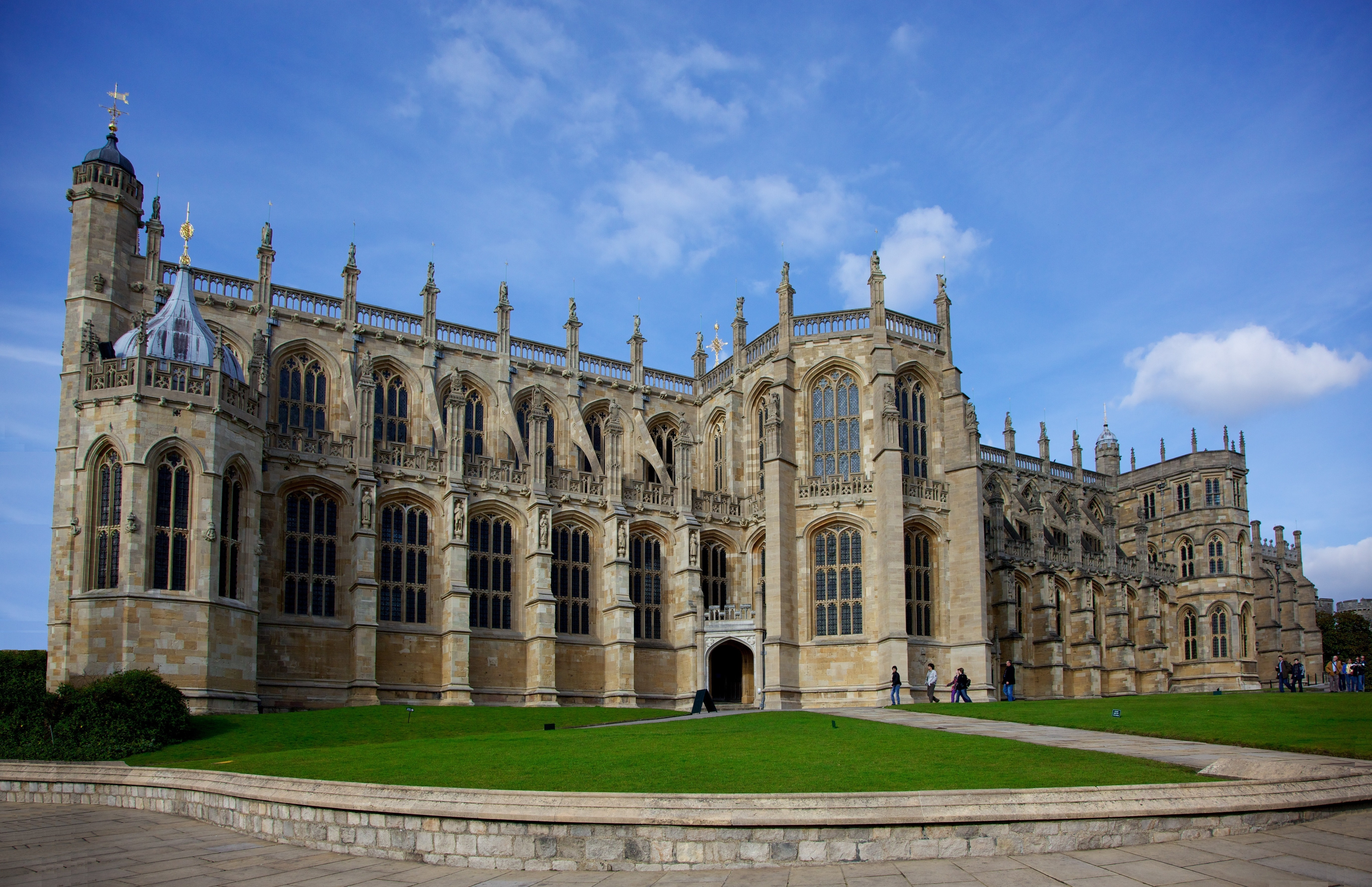
La St George's Chapel a Windsor

Il decano di Windsor è il capo spirituale dei canonici della St George's Chapel del Castello di Windsor, in Inghilterra. Il decano ricopre inoltre l'incarico di primus inter pares tra i canonici officianti in loco. Il posto di decano di Wolverhampton venne assimilato al decanato di Windsor nel 1480 circa.

## Cronotassi dei decani

### Pre-riforma (decani cattolici)
- 1348 John de la Chambre
- 1349 William Mugge
- 1381 Walter Almaly
- 1389 Thomas Butiller
- 1402 Richard Kingston
- 1419 John Arundel
- 1454 Thomas Manning
- 1461 John Faulkes (Vaux)
- 1471 William Morland
- 1471 John Davyson
- 1473 William Dudley
- 1476 Peter Courtenay
- 1478 Richard Beauchamp
- 1481 Thomas Danett
- 1483 William Beverley
- 1485 John Davyson
- 1485 John Morgan

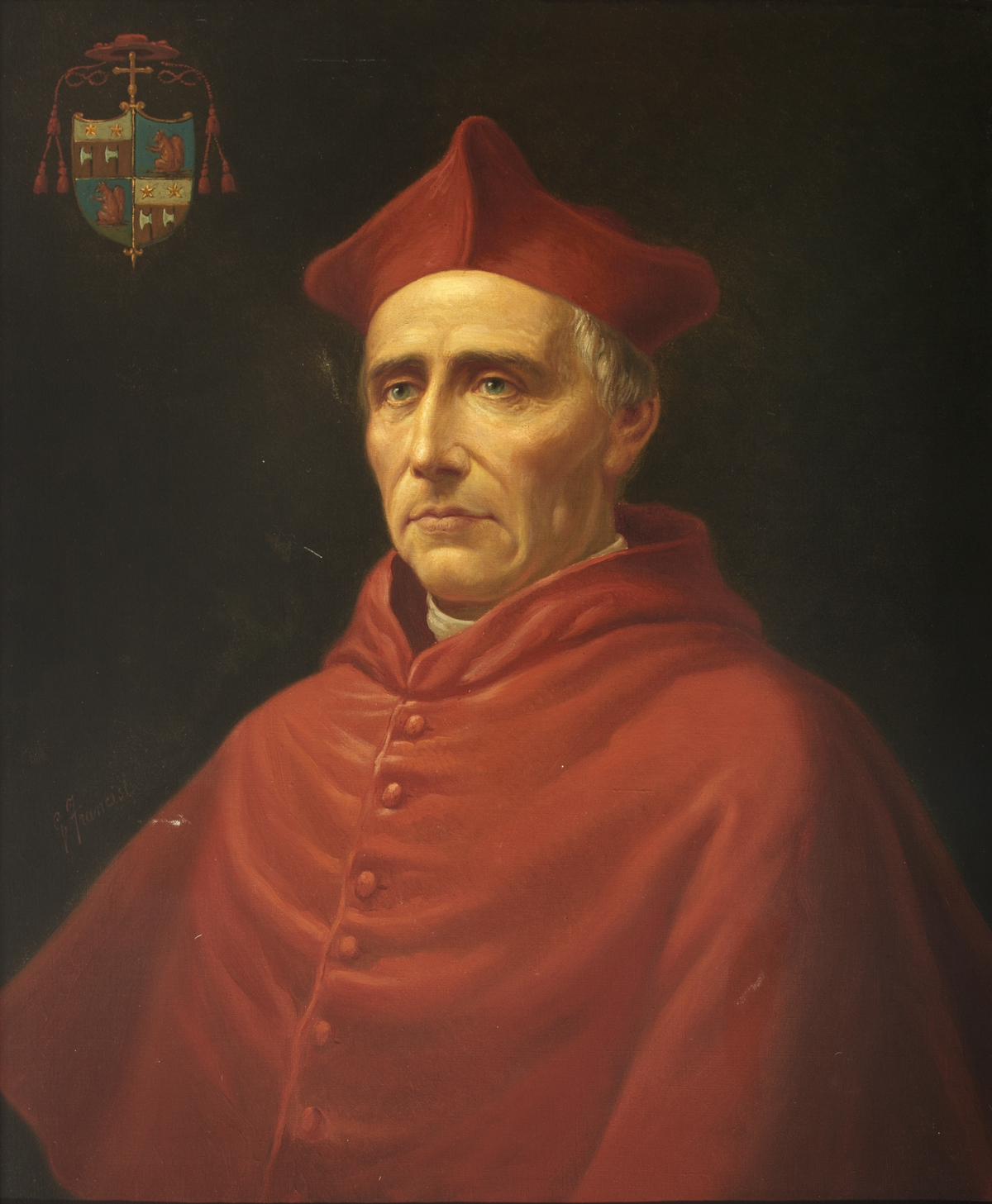
Il cardinale Christopher Bainbridge fu in gioventù decano di Windsor, uno degli ultimi di fede cattolica

- 1496 Christopher Urswick (anche arcidiacono di Wilts, arcidiacono di Richmond sino al 1500, arcidiacono di Norfolk dal 1500, rettore di Hackney dal 1502 ed arcidiacono di Oxford dal 1504)
- 1505 Christopher Bainbridge
- 1507 Thomas Hobbs
- 1509 Nicholas West